# Julia Domna
Julia Domna (160-217) was Romeins keizerin van 193 tot haar dood. Zij was een van de machtigste personen binnen het Severische huis en waarschijnlijk een van de machtigste keizerinnen die het Romeinse Keizerrijk gekend heeft. Het is aan haar te danken dat het Romeinse Rijk niet reeds aan het begin van het gezamenlijke keizerschap van haar twee zoons Caracalla en Geta werd gesplitst in een oostelijk en westelijk deel. Domna's oudere zus, Julia Maesa zou de grootmoeder worden van de toekomstige keizers Elagabalus en Alexander Severus.

## Betekenis
Tijdens haar leven beoefende ze zelf filosofie en trad op als patrones van een aantal filosofen uit haar tijd. Ze is gevierd als de vrouw die de filosofie in het Romeinse Rijk terug een vooraanstaande positie verleende en werd geroemd om haar politieke scherpzinnigheid. Zij verzamelde rond zich een groep filosofen en andere intellectuelen, van wie de activiteiten ons door de geschriften van de sofist en redenaar Lucius Flavius Philostratus (ca. 170-ca. 247) bekend zijn. Ze nam Philostratus op in haar hofkring en gaf hem opdracht een biografie over de filosoof Apollonius van Tyana te schrijven. Apollonius was een vermaarde, neopythagoreïsche filosoof, die tijdens zijn reizen zijn licht in India bij brahmaanse wijzen opstak. Philostratus voltooide het werk over Apollonius echter pas na het overlijden van de keizerin.

## Leven
Julia Domna werd geboren in de Romeinse provincie Syrië als dochter van Julius Bassianus, hogepriester van de El Gebal zonnegodcultus van Emesa. Als jonge vrouw reisde zij naar het westen en trouwde in 187 met de Noord-Afrikaanse Lucius Septimius Severus die later keizer van Rome zou worden. In 188 en 189 kregen zij twee zonen, Caracalla en Geta.
Toen Septimius Severus in 193 door de senaat tot keizer werd uitgeroepen, kreeg zij de titel Augusta (keizerin). Zij reisde met haar man mee op zijn veldtochten en kreeg daarom in 195 de titel Mater Castrorum (moeder van de forten of legerkampen). Na de dood van Septimius Severus in 211, kende de senaat haar de tot dan toe ongekende en grandiose titels Mater Senatus en Mater Patriae toe (Moeder van de Senaat en Moeder des Vaderlands).
Toen haar zoons beiden keizer waren geworden, was hun walging voor elkaar zo groot geworden dat ze besloten het rijk te verdelen in een oostelijk, met Geta als keizer, en westelijk deel, met Caracalla als keizer. Julia Domna kwam echter tussenbeide en verhinderde de splitsing ("Jullie kunnen misschien het rijk wel tussen jullie verdelen, maar niet jullie moeder!").
In december 211 werd zij door Caracalla verraden nadat zij op zijn voorstel een ontmoeting tussen haar twee zoons had geregeld - zogenaamd om de geschillen bij te leggen. Maar na Geta's aankomst werd hij voor haar ogen, waarschijnlijk zelfs in haar armen, door Caracalla's soldaten vermoord.
Toen uiteindelijk ook haar oudste zoon werd vermoord (zij verbleef toen in Syrië), was zij wanhopig en overwoog zelfmoord, maar zag hiervan af toen Macrinus haar te kennen gaf dat zij haar titels kon behouden. Zij begon echter een campagne tegen Macrinus, die haar daarop naar Rome verbande. Daar aangekomen met de as van haar zoon, pleegde zij uiteindelijk alsnog zelfmoord door in hongerstaking te gaan.